# Ganja

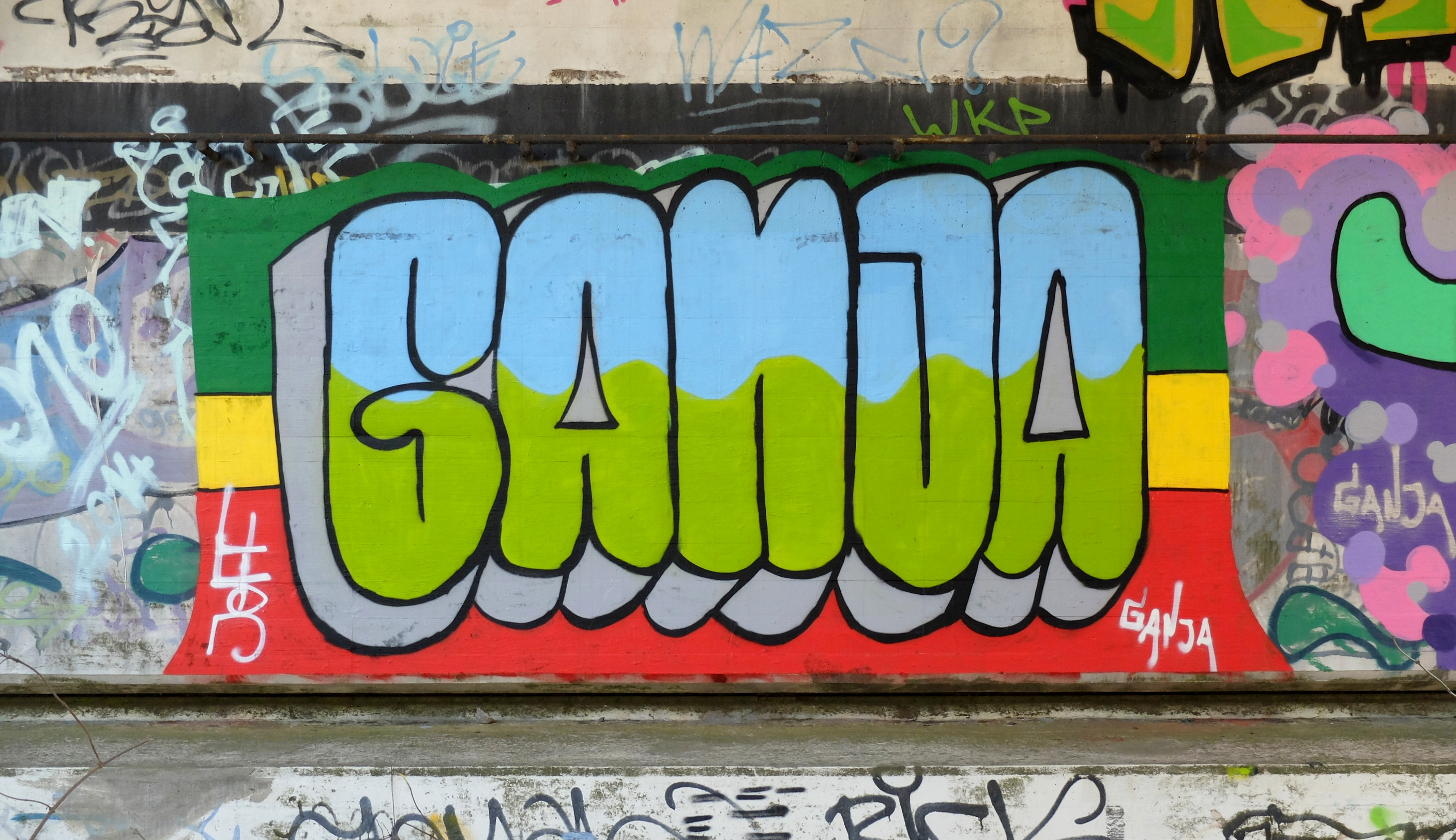
Un grafiti on es pot llegir «ganja», a Sevilla.

Ganja és un terme hindi per a la planta del cànnabis (originalment, per al cànem) i està lligat al moviment rastafari. Va ser importat pels immigrants indis a Jamaica durant l'època colonial britànica y la comunitat rasta d'aquesta illa la va adoptar i la va incorporar al vocabulari anglès, idioma des d'el qual passaria posteriorment al català, al castellà i a altres llengües.
Prové del sànscrit गञ्जा gañjā (pronunciat /ˈɡɑn.d͡ʒɑ/ en hindi, /ˈgændʒə/ en anglès, /ˈɡanʒa/ en català) i es diu que prové del Ganges (en hindi, गंगा gáṅgā), el riu més gran que creua l'Índia d'oest a est, perquè les plantes sativas creixen de manera natural en les ribes del riu sant. No obstant això aquesta teoria no ha estat provada amb certesa.

## Ús del terme

### Entre els rastafaris
El terme ganja va ser adoptat des d'un inici (~1930) pel moviment rastafari de Jamaica. L'Imperi Britànic es va veure obligat a alliberar els esclaus africans que treballaven en els camps de canya de sucre jamaicans el 1838, per la qual cosa va buscar mà d'obra barata en una altra colònia seva: l'Índia. Entre 1845 i 1917 l'illa de Jamaica va veure l'arribada massiva de treballadors indis portats a l'illa pel Regne Unit des del Raj Britànic (al voltant de 40.000 indis). Aquests van portar amb sí la seva «planta sacra» (una font acadèmica situa la introducció de la ganja a Jamaica l'any 1845 i existeix un document promulgat pels britànics per imposar un impost sobre el comerç de «ganja» de l'any 1856). Els seus actuals descendents són els indojamaicans i actualment ganja és el terme més comú per anomenar la marihuana a Jamaica.
La paraula va ser popularitzada per les cançons ska i reggae, juntament amb molts altres termes que en conjunt es denominen «llenguatge rastafari» (iyaric). Una variant rastafari de ganja és «ganjah», fent l'ullet al nom del Déu rastafari: Jah. Els rastes diuen que la ganjah és un regal de Jah per sanar les nacions de la Terra. A més de fumar-se, també es cuina amb cànnabis i es realitzen medicines de cànnabis.

### En la cultura popular
- El 1975, Peter Tosh va defensar l'ús de ganja en la cançó Legalize It.[7]
- El terme ganja es va usar al cinema per primera vegada en la pel·lícula Babylon de 1980.[2] També s'ha usat en moltes pel·lícules stoner.
- L'any 1995 es fundà el grup de música reggae mexicà anomenat Ganja.
- L'any 2000 es fundà el grup de música rock neopsicodélico xilè anomenat The Ganjas.
- L'any 2003 es fundà el grup de música reggae xilè anomenat Zona Ganjah.
- El grup de hip-hop Cypress Hill va reviure el terme als EUA l'any 2004 amb una cançó titulada Ganja Bus (2004).
- El raper Eminem també usa en terme en la seva cançó Must Be the Ganja (2009).[8]